# Naoko Yamazaki
Naoko Yamazaki (Matsudo, 27 de dezembro de 1970) é uma astronauta e engenheira japonesa.
Formada em engenharia aeroespacial pela Universidade de Tóquio, foi selecionada pela JAXA, a agência espacial japonesa, para fazer o curso de treinamento básico de astronautas para a ISS da NASA em 1999, qualificando-se em setembro de 2001. Na agência espacial norte-americana, participou como astronauta do treinamento para a Estação Espacial Internacional e como engenheira no desenvolvimento de hardwares operacionais do Módulo de Experiências Japonês. 
Em maio de 2004 completou o curso de engenheira de voo nas naves russas Soyuz-TMA, no Centro de Treinamento de Cosmonautas Yuri Gagarin, na Cidade das Estrelas, próximo a Moscou, Rússia. Retornando aos Estados Unidos, qualificou-se como especialista de missão, após curso de treinamento na NASA.
Trabalhando desde então no Centro Espacial Lyndon Johnson, em Houston, em 5 de abril de 2010 ela se tornou a segunda mulher japonesa a ir ao espaço, como tripulante da STS-131 Discovery, em missão de duas semanas na ISS.